# Asamblea de la Unión Africana
La Asamblea de la Unión Africana, conocida formalmente como la Asamblea de la Unión Africana de Jefes de Estado y de Gobierno, es el órgano supremo en la toma de decisiones y la definición de las políticas de la Unión Africana. Define las políticas de la UA, fija las prioridades, adopta el programa anual y asegura el control de la puesta en práctica de sus políticas y decisiones.
En la actualidad la Unión Africana está formada por 55 miembros después de que en 2017 Marruecos regresara a la organización panafricana.
Los otros organismos son el Parlamento Panafricano, el Consejo Ejecutivo formado por los ministros de asuntos exteriores de los Estados miembros de la UA y la Comisión de la Unión Africana. 
El Presidente de la Asamblea tiene pocas funciones formales, siendo la más importante de ellas presidir el Parlamento Panafricano durante la elección y juramento del Presidente del Parlamento Panafricano.

## Reuniones
Tras la reforma institucional de la UA en enero de 2017 se acordó que la Asamblea tendría una reunión ordinaria al año y sesiones extraordinarias en caso de que se solicite.

## Miembros de la Asamblea
La Asamblea de la UA de Jefes de Estado y de Gobierno está formada por los 55 jefes de Estado y de Gobierno de los Estados miembros. La Asamblea se reúne una vez al año en la Cumbre de la Unión Africana. 
En enero de 2017 Marruecos regresó a la Unión Africana. El país fue aceptado por consenso sin necesidad de que los 54 jefes de Estado tuvieron que votar. Marruecos había abandonado en 1984 el organismo panafricano cuando la República Árabe Saharaui Democrática logró el reconocimiento diplomático de más de 26 países africanos ocupando una plaza en la organización.
El actual Presidente de la Asamblea es Moussa Faki.

### Suspensiones temporales
Los Estados miembros de la Unión Africana anuncieron en 2010 su intención de reforzar los poderes del organismo para luchar contra los golpes de Estado y el fraude electoral en el continente.
Madagascar, Mauritania y Guinea sufrieron golpes de Estado que hicieron que se bloqueara su participación en la Unión Africana.
El 17 de abril de 2012 se suspendió a Guinea Bisáu como miembro de la Unión Africana por el golpe de Estado del día 12. Fue readmitido en junio de 2014.
El 20 de marzo de 2018 la UA suspendió a Madagascar por tener un gobierno instalado de modo inconstitucional.
En 2020 Malí fue suspendido del 19 de agosto al 9 de octubre de 2020 por el golpe de Estado.

### Los miembros actuales de la Asamblea
| Estado miembro                       | Representante                   | Título                                       | Miembro desde            | Foto |
| ------------------------------------ | ------------------------------- | -------------------------------------------- | ------------------------ | ---- |
| Argelia                              | Abdelmadjid Tebboune            | Presidente                                   | 19 de diciembre de 2019  |      |
| Angola                               | João Lourenço                   | Presidente                                   | 26 de septiembre de 2017 |      |
| Benín                                | Patrice Talon                   | Presidente                                   | 6 de abril de 2016       |      |
| Botsuana                             | Duma Boko                       | Presidente                                   | 1 de noviembre de 2024   |      |
| Burkina Faso                         | Roch Marc Christian Kaboré      | Presidente                                   | 29 de diciembre de 2015  |      |
| Burundi                              | Évariste Ndayishimiye           | Presidente                                   | 18 de junio de 2020      |      |
| Camerún                              | Paul Biya                       | Presidente                                   | 6 de noviembre de 1982   |      |
| Cabo Verde                           | Ulisses Correia e Silva         | Primer Ministro                              | 22 de abril de 2016      |      |
| República Centroafricana             | Faustin-Archange Touadéra       | Presidente                                   | 30 de marzo de 2016      |      |
| Chad                                 | Mahamat Déby Itno               | Presidente                                   | 20 de abril de 2021      |      |
| Comoras                              | Azali Assoumani                 | Presidente                                   | 26 de mayo de 2016       |      |
| República Democrática del Congo      | Félix Tshisekedi                | Presidente                                   | 25 de enero de 2019      |      |
| República del Congo                  | Denis Sassou Nguesso            | Presidente                                   | 25 de agosto de 1997     |      |
| Costa de Marfil                      | Alassane Ouattara               | Presidente                                   | 4 de diciembre de 2010   |      |
| Yibuti                               | Ismail Omar Guelleh             | Presidente                                   | 8 de mayo de 1999        |      |
| Egipto                               | Abdelfatah Al-Sisi              | Presidente                                   | 8 de junio de 2014       |      |
| Guinea Ecuatorial                    | Teodoro Obiang Nguema Mbasogo   | Presidente                                   | 3 de agosto de 1979      |      |
| Eritrea                              | Isaías Afewerki                 | Presidente                                   | 24 de mayo de 1993       |      |
| Etiopía                              | Abiy Ahmed Ali                  | Primer Ministro                              | 2 de abril de 2018       |      |
| Gabón                                | Ali Bongo Ondimba               | Presidente                                   | 19 de octubre de 2009    |      |
| Gambia                               | Adama Barrow                    | Presidente                                   | 19 de enero de 2017      |      |
| Ghana                                | John Mahama                     | Presidente                                   | 7 de enero de 2025       |      |
| Guinea                               | Alpha Condé                     | Presidente                                   | 21 de diciembre de 2010  |      |
| Guinea-Bisáu                         | Umaro Sissoco Embaló            | Presidente                                   | 27 de febrero de 2020    |      |
| Kenia                                | William Ruto                    | Presidente                                   | 13 de septiembre de 2022 |      |
| Lesoto                               | Sam Matekane                    | Primer Ministro                              | 28 de octubre de 2022    |      |
| Liberia                              | George Weah                     | Presidente                                   | 22 de enero de 2017      |      |
| Libia                                | Mohamed al-Menfi                | Presidente del Consejo Presidencial de Libia | 5 de febrero de 2021     |      |
| Madagascar                           | Miembro suspendido              |                                              |                          |      |
| Malaui                               | Lazarus Chakwera                | Presidente                                   | 28 de junio de 2020      |      |
| Mali                                 | Ba N'Daou                       | Presidente                                   |                          |      |
| Mauritania                           | Mohamed Ould Ghazouani          | Presidente                                   | 1 de agosto de 2019      |      |
| Mauricio                             | Navinchandra Ramgoolam          | Primer Ministro                              | 13 de noviembre de 2024  |      |
| Marruecos                            | Mohamed VI                      | Rey                                          | 30 de enero de 2017      |      |
| Mozambique                           | Daniel Chapo                    | Presidente                                   | 15 de enero de 2025      |      |
| Namibia                              | Netumbo Nandi-Ndaitwah          | Presidenta                                   | 21 de marzo de 2025      |      |
| Níger                                | Mohamed Bazoum                  | Presidente                                   | 2 de abril de 2021       |      |
| Nigeria                              | Bola Tinubu                     | Presidente                                   | 29 de mayo de 2023       |      |
| Ruanda                               | Paul Kagame                     | Presidente                                   | 24 de marzo de 2000      |      |
| República Árabe Saharaui Democrática | Brahim Gali                     | Presidente                                   | 9 de julio de 2016       |      |
| Santo Tomé y Príncipe                | Evaristo Carvalho               | Presidente                                   | 3 de septiembre de 2016  |      |
| Senegal                              | Bassirou Diomaye Faye           | Presidente                                   | 2 de abril de 2024       |      |
| Seychelles                           | Wavel Ramkalawan                | Presidente                                   | 26 de octubre de 2020    |      |
| Sierra Leona                         | Julius Maada Bio                | Presidente                                   | 4 de abril de 2018       |      |
| Somalia                              | Hassan Sheikh Mohamud           | Presidente                                   | 23 de mayo de 2022       |      |
| Sudáfrica                            | Cyril Ramaphosa                 | Presidente                                   | 15 de febrero de 2018    |      |
| Sudán del Sur                        | Salva Kiir Mayardit             | Presidente                                   | 9 de julio de 2011       |      |
| Sudán                                | Abdel Fattah Abdelrahman Burhan | Presidente                                   | 21 de agosto de 2019     |      |
| Suazilandia                          | Mswati III                      | Rey                                          | 25 de abril de 1986      |      |
| Tanzania                             | John Magufuli                   | Presidente                                   | 5 de noviembre de 2015   |      |
| Togo                                 | Faure Gnassingbé                | Presidente                                   | 4 de mayo de 2005        |      |
| Túnez                                | Kaïs Saied                      | Presidente                                   | 23 de octubre de 2019    |      |
| Uganda                               | Yoweri Museveni                 | Presidente                                   | 26 de enero de 1986      |      |
| Zambia                               | Hakainde Hichilema              | Presidente                                   | 24 de agosto de 2021     |      |
| Zimbabue                             | Emmerson Mnangagwa              | Presidente                                   | 24 de noviembre de 2017  |      |

## Funciones de la Asamblea
La Asamblea tiene nueve funciones básicas:
1. Fijar las políticas de la Unión.
2. Decidir sobre qué acción tomar tras la consideración de los informes y recomendaciones de otros órganos de la Unión.
3. Considerar las solicitudes de adhesión en la Unión.
4. Crear organismos para la Unión.
5. Monitorear la implementación de políticas y decisione de la Unión así como asegurar su cumplimiento por todos los Estados miembros
6. Crear el presupuesto de la Unión.
7. Proveer dirección al Consejo Ejecutivo en caso de conflicto, guerra u otra situación de emergencia y en la restauración de la paz
8. Seleccionar jueces y retirar jueces del Tribunal de Justicia.
9. Nombrar al Presidente de la Comisión, a los Comisarios de la Comisión, a todos los respectivos diputados, así como determinar por cuánto tiempo deben cumplir su mandato y qué labores deben llevar a cabo.

## Decisiones de la Asamblea
La Asamblea debe tomar sus decisiones por consenso o, en caso de que no lo alcance, por mayoría de dos tercios de los Estados miembros de la Unión. No obstante, los asuntos de procedimiento, incluida la cuestión sobre si un asunto es procedimental o no, debe ser decidida por mayoría simple. 
Dos tercios del total de los miembros de la Unión deben formar un quórum en toda reunión de la Asamblea.
La Asamblea puede delegar cualquiera de sus poderes y funciones en cualquier órgano de la Unión.